# 啾々吟
『啾々吟』（しゅうしゅうぎん）は、松本清張の短編歴史小説。『オール讀物』1953年3月号に「啾啾吟」のタイトルで掲載され、同年10月に短編集『戦国権謀』収録の1作として、文藝春秋新社より刊行された。

## あらすじ
予、松枝慶一郎と石内嘉門は、奇しくも肥前鍋島藩の主君の嫡男・淳一郎と同じ日に出生した。予は家老の子、嘉門は軽輩の子と、境遇は違うが、若殿・淳一郎の学友として仲のよい友だちとなった。嘉門は利発聡明で、その才知には予もしばしば感心していた。しかし藩儒の草場佩川は、侍講を辞す時に「あれは可愛げのない男だ」と首を傾げた。主人も佩川も初めは嘉門によかった。それがしだいに疎んじてきた。嘉門は不平であった。「やはり、家柄や門地には敵わぬのかな。軽輩の子はやはり軽輩か」。
予は嘉門の気を引きたてるために、よく彼を誘った。しかし嘉門が、予に黙って許婚の千恵がいる叔父の家を数回訪問したと聞くと、当惑をした。そのうち、嘉門は長崎警固の隊に加えられて出発することになった。その間に予は家督をつぎ、千恵を妻に迎える仕儀となった。予の結婚はすぐに伝わり、嘉門から手紙が届いた。「あれほど信じていた君からでさえ、このような目に会わされた。おれという人間は、よくよく皆から蹴られるようにできているのだろう。しかし、雑草でも性根はあるぞ。覚えていてくれ」。嘉門は長崎の任地から、そのまま脱藩した。
そのうち維新となり、予は英国留学を命ぜられ、帰国した時は自由民権運動の時代であった。新聞紙上で自由党の谷山輝文という論客が予を攻撃しているのを目にした。予は少しも敵意や反感を感じなかった。消息の知れなかった嘉門が、自由党内でも有数の論客として健在であったことは、うれしかった。しかし、日ごろから過激な言論を吐く自由党でも急進分子との話を聞き、予の気持は少し曇った。
明治16年7月、警視総監の樺山資紀から声をかけられ総監邸に赴くと、奇怪な漢が総監の前に現われ、総監は彼の名が谷山で「自由党に入れているわがほうの味方」と説明した。嘉門の面貌は老人とみまごうばかりに変わりはて、今までの生活の荒涼と不幸を思わせた。総監邸を辞した予は、帰り途に酔漢に遭遇、はたして彼はさきほど会った谷山であった。予は激情に駆られ、肩を掴んで揺すった。「嘉門、きさまをこんな境遇においたのは、おれが悪かったのだ」。この時、壮士風な男二人が駆けよって、彼をかかえて歩き出した。「では、ご奮闘を祈っているぞ」。はっきり、普通の返事があった。「ありがとう。君もだ」。
それからまもない秋の11月、谷山は政府の密偵であることが露顕し、自由党員に謀殺された。

## エピソード
- 著者は「これは自分でも、せいいっぱい書いたと思い、編集部の反響を待っていた。あくる年の正月に私が宇佐神宮に行って帰宅してみると、当時の編集長上林吾郎氏から、新人杯を受けるかどうかの問い合わせ電報が来ていた。じつは『オール讀物』では新人杯を新設し、私の作品もその候補作に繰り入れられたのであった。もとより、当選すればお受けすると返電しておいた」[1]「結果は「新人賞」とはならずに、次席だった」「編集部から受賞可能の「予告」があっただけにわたしは失望はしたが、しかしそれほど大きな落胆ではなかった。手ごたえはあったと思ったからである」と述べている[2]。
- ドイツ文学者・文芸評論家の小松伸六は「現代即応の歴史小説というのがあれば、この作品あたりだろう。文句ない秀作である」と評している[3]。
- 国文学者の石川巧は「作品内における「予」は、終始一貫して自分と嘉門の関係が拗れた原因を妻・千恵との結婚をめぐる経緯に帰結させ、千恵に恋心を寄せていた嘉門に真実を伝えていればこのようなことにはならなかったはずだという慚愧の念を持ち続けているが、それは「予」の勝手な思い込みに過ぎない」「作品内において、ときに戸惑い、ときに口籠りながら解釈・推測・弁明を発してきたこの語り手は、いつしか他者の胸中を覗いたつもりで勝手な言葉を発することにさえ躊躇しなくなり、ついには、ひとりの人間の一生を「生涯女房なく、希望も絶えた後は、専ら酒中に自己を没し、虚無の果、密偵にまでなったのだ」と要約してしまうような傲岸さをみせる」と論じ、「自らの来歴に近い登場人物の石内嘉門ではなく、家老の子として生まれ、常に有力者の推挽を受けて立身出世を果たしていった松枝慶一郎を一人称の語り手として作品を駆動させ、勝利者の側から敗北者を描いた」作品と評している[4]。